# (400139) 2006 UM192
(400139) 2006 UM192 es un asteroide perteneciente al cinturón de asteroides, descubierto el 19 de octubre de 2006 por el equipo del Catalina Sky Survey desde el Catalina Sky Survey, Arizona, Estados Unidos.

## Designación y nombre
Designado provisionalmente como 2006 UM192.

## Características orbitales
2006 UM192 está situado a una distancia media del Sol de 2,634 ua, pudiendo alejarse hasta 3,068 ua y acercarse hasta 2,200 ua. Su excentricidad es 0,164 y la inclinación orbital 11,29 grados. Emplea 1561,86 días en completar una órbita alrededor del Sol.

## Características físicas
La magnitud absoluta de 2006 UM192 es 16,9.